# Наводнение на Буффало-Крик
Наводнение Буффало-Крик — наводнение, произошедшее 26 февраля 1972 года из-за прорыва дамбы Pittston Coal Company, расположенной в округе Логан, штат Западная Виргиния. За 4 дня до трагедии дамба была проверена федеральной инспекцией шахт и признана годной.
В результате прорыва дамбы № 3 около 500 000 м³ воды с грязью обрушились на 16 поселений, расположенных в лощине реки Буффало-Крик. Высота волны достигла 30 м. Из 5000 проживавших на этой территории людей, преимущественно работников угольных шахт, 125 погибло, 1121 получили ранения, 4000 остались без крыши над головой. Было разрушено 507 домов, 30 организаций и 44 передвижных домика. Воздействию стихии подверглись населённые пункты Сондерс, Парди, Лорейдо, Крейнеко, Ландейл, Соуи, Крайтс, Лэтроб, Робинет, Амхерстдейл, Юекко, Фанко, Брейхолм, Аковиль, Краун и Кистлер. В своих юридических документах Pittston Coal назвала произошедшее трагической случайностью (форсмажор, англ. Act of God).
Разрушенная дамба № 3 была сооружена из отвала угольных шахт на реке Буффало-Крик в 1968 году. Первый прорыв дамбы был зафиксирован в 1968 году после проливных дождей. Вода, прорвавшая дамбу № 3, вызвала переполнение резервуаров у дамб № 2 и № 1. При этом дамба № 3 была построена на отложениях угля, скопившихся перед дамбами № 1 и № 2, а не на монолитном основании. На момент катастрофического разрушения гребень дамбы № 3 находился примерно на высоте 80 м над городом Сондерс.

## Расследование
Происшествие расследовали две комиссии. В первую, сформированную по указанию губернатора Западной Виргинии Арча Мура, вошли исключительно представители, симпатизирующие угольной отрасли, либо чиновники, ответственные за возможные причины наводнения. После того как губернатор Мур отказал Арнольду Миллеру, представителю профсоюза угольщиков, в участии в работе комиссии, была сформирована гражданская комиссия, целью которой стало составление независимого отчёта о происшествии. Заключение губернаторской комиссии было направлено в офис прокурора. В отчёте гражданской комиссии содержалось заключение, что Buffalo Creek-Pittston Coal Company виновна в убийстве 124 мужчин, женщин и детей. Кроме этого, глава гражданской комиссии, заместитель директора департамента природных ресурсов Западной Виргинии Норман Уильямс привлёк общественное внимание к ситуации и выступил на слушаниях о запрете добычи угля открытым способом в штате. Он утверждал, что такой способ добычи не должен приносить прибыль в ущерб экологии, частным владениям или обществу.
Штат предъявил компании иск в размере $100 млн, но губернатор Мур согласился с выплатой $1 млн, подписав соглашение за три дня до своей отставки в 1977 году. Адвокаты истцов, фирма Arnold & Porter из Вашингтона, направила часть положенных за участие в процессе средств на строительство нового общественного центра, однако он до настоящего времени не выстроен, хотя губернатор Мур дал обещание о его возведении в мае 1972 года.
Джеральд Штерн, адвокат фирмы Arnold & Porter, написал книгу, озаглавленную The Buffalo Creek Disaster, в которой рассказал о ходе юридических разбирательств. В книге отражён опыт взаимодействия с политическими и юридическими органами Западной Виргинии, где крупные угольные компании имеют большое культурное и общественное влияние. Социолог Кай Эриксон, сын известного профессора Эрика Эриксона, был приглашён в качестве эксперта и впоследствии опубликовал своё исследование психологических последствий наводнения в книге Everything In Its Path: Destruction of Community in the Buffalo Creek Flood (1978). Книга Кая Эриксона получила Премию Сорокина «за выдающийся вклад в прогресс социологии».
Симпсон Хаузли и Де Мэн в исследовании 1989 года заключают, что 17 лет спустя жители лощины Буффало-Крик показывают более высокий уровень тревожности, чем жители соседнего городка угольщиков Копперстон, не затронутого наводнением.

## Последствия
Деннис Принс и 625 переживших наводнение подали иск против Pittston Coal Company, требуя $64 млн в качестве возмещения ущерба ($292 млн в ценах 2011 года). В июне 1974 года было заключено соглашение о выплате $13,5 млн, или $13000 каждому пострадавшему без учёта судебных издержек ($62200 в ценах 2014 года). Второй иск, поданный от имени 348 детей, переживших наводнение, с требованием $225 млн, был закрыт в июне 1974 года соглашением о выплате $4,8 млн.

## Дополнение
Керри Олбрайт получил известность, чудом спасшись от гибели, когда его мать подкинула его над гребнем волны, прежде чем утонуть. Керри получил незначительные повреждения и вырос под опекой отца. Этот случай стал поводом для надежды для остальных выживших.
Песня «This Protector» из альбома 2001 года White Blood Cells американской рок-группы The White Stripes содержит аллюзии на наводнение Буффало-Крик, предлагая взгляд на ситуацию со стороны федерального инспектора шахт, что выражено в словах: «300 человек в Западной Виргинии не знают ничего от том, что ты думаешь» («300 people living out in West Virginia/have no idea of all these thoughts that lie within ya»).
В эпизоде «Corporal Punishment» сериала «Морская полиция: Спецотдел» доктор Маллард вспоминает о наводнении в Буффало-Крик, обсуждая посттравматическое стрессовое расстройство, которым страдает солдат, вернувшийся с Иракской войны.
В 2004 году группа American Minor выпустила песню «Buffalo Creek», посвящённую наводнению.